# Agatha Christie (série de jeux vidéo)
La série de jeux vidéo Agatha Christie est une série de jeux d'aventure fondée sur les écrits de la romancière britannique Agatha Christie.
Les trois premiers jeux ont été développés par AWE Games et édités par The Adventure Company. D'autres jeux ont été édités par The Adventure Company puis par JoWooD Entertainment.
En aout 2013, Anuman Interactive annonce l'acquisition des droits de la licence Agatha Christie par Microids.

## JeuxThe Adventure Company
Six jeux composent cette série de jeux vidéo Agatha Christie :
- Agatha Christie : Devinez qui ? (inspiré de Dix petits nègres) est le premier opus, sorti sur PC fin 2005, puis porté sur Wii fin 2007.
- Agatha Christie : Le Crime de l'Orient-Express (jeu vidéo, 2006) (inspiré de Le Crime de l'Orient-Express) est le second jeu de la série, sorti fin 2006 pour PC.
- Agatha Christie : Meurtre au soleil (inspiré de Les Vacances d'Hercule Poirot) est le troisième opus, sorti sur PC en 2007, puis porté sur Wii fin 2008.
- Agatha Christie : Mort sur le Nil (inspiré de Mort sur le Nil) est le quatrième jeu de la série, sorti sur PC en 2008 aux États-Unis avant une sortie française en mai 2009
- Agatha Christie : La Maison du péril (inspiré de La Maison du péril) est le cinquième jeu de la série, sorti en 2009, et le dernier à sortir sur PC.
- Agatha Christie: The ABC Murders (jeu vidéo, 2009) (inspiré de A.B.C. contre Poirot), est le sixième jeu de la série et le premier à sortir exclusivement sur Nintendo DS en octobre 2009

## JeuxMicroids
Fin 2023, 4 jeux de cette série ont été édités par Microids :
- Agatha Christie: The ABC Murders (inspiré de A.B.C. contre Poirot), sorti en 2016.
- Agatha Christie - Hercule Poirot : The First Cases (histoire originale, inspirée du personnage Hercule Poirot), sorti en 2021.
- Agatha Christie - Hercule Poirot : The London Case (histoire originale, inspirée du personnage Hercule Poirot), sorti en 2023.
- Agatha Christie : Le Crime de l'Orient-Express (inspiré du Crime de l'Orient-Express), sorti en 2023.